# Brignoliella leletina
Brignoliella leletina là một loài nhện trong họ Tetrablemmidae.
Loài này thuộc chi Brignoliella. Brignoliella leletina được Bourne miêu tả năm 1980.